# Демшин Ілля Іванович
Ілля́ Іва́нович Де́мшин (нар. 1906, село Кулига Вятської губернії, тепер Російська Федерація — 1980, місто Москва, Російська Федерація) — радянський діяч органів державної безпеки та прикордонних військ, генерал-лейтенант. Депутат Верховної Ради УРСР 2-го скликання.

## Біографія
Народився у родині робітника. Трудову діяльність розпочав у 1918 році робітником у місті Кукарка (Совєтськ) Вятської губернії. У 1926 році закінчив піхотну школу РСЧА.
З 1926 р. — служба у прикордонних військах ОДПУ. Служив заступником начальника прикордонної застави, потім начальником застави, помічником коменданта прикордонної ділянки 8-го Гдовського прикордонного загону.
Член ВКП(б) з 1930 року.
З 1933 р. — командир дивізіону стрілецького полку військ ОДПУ, потім начальник штабу цього ж підрозділу.
У 1940 році закінчив Військову академію РСЧА імені Фрунзе.
У 1939—1944 р. — начальник 37-го Батумського морського загону прикордонних військ НКВС Грузинського округу.
У серпні 1944 — березні 1948 р. — начальник Управління прикордонних військ НКВС-МВС Закарпатського (до вересня 1945 року — Прикарпатського) округу.
У березні 1948 — жовтні 1949 р. — начальник Управління прикордонних військ МВС Вірменського округу. У жовтні 1949 — листопаді 1950 р. — начальник Управління прикордонних військ МДБ Вірменського округу.
У листопаді 1950 — березні 1953 р. — начальник Управління прикордонних військ МДБ Туркестанського округу. У березні — листопаді 1953 р. — начальник Управління прикордонних військ МВС Туркестанського округу.
У листопаді 1953 — листопаді 1955 р. — начальник штабу Головного управління прикордонних військ МВС СРСР.
У листопаді 1955—1957 р. — начальник Управління прикордонних військ МВС Південно-Західного округу.
У 1957—1959 р. — заступник начальника Головного управління прикордонних військ КДБ при Раді Міністрів СРСР.
У 1959—1966 р. — начальник Московського прикордонного військового училища КДБ при Раді Міністрів СРСР.
З 1966 року — в запасі у місті Москві. Похований на Кунцевському цвинтарі.

## Звання
- генерал-майор (3.09.1944)
- генерал-лейтенант (15.07.1957)

## Нагороди
- два ордена Леніна
- чотири ордени Червоного Прапора
- орден Суворова 2-го ст. (21.09.1945)
- медаль «За оборону Кавказу»
- медаль «За перемогу над Німеччиною у Великій Вітчизняній війні 1941—1945 років»
- медалі